# Live at the Whisky a-Go-Go
Albums de Alice Cooper
Pretties for You
(1969) Easy Action
(1970)
Live at the Whiky A-GO-GO est le second album du groupe Alice Cooper et son premier album live. On peut le trouver aussi sous le titre réduit Live at the Whisky, 1969.

## Titres
1. No Longer Umpire
2. Today Mueller
3. 10 Minutes Before the Worm
4. Levity Ball
5. Nobody Likes Me
6. B.B. On Mars
7. Swing Low, Sweet Cheerio
8. Changing Arranging

## Musiciens
- Alice Cooper: Chant et harmonica
- Michael Bruce: Guitare rythmique
- Glen Buxton: Guitare solo
- Dennis Dunaway: Basse
- Neal Smith: Batterie